# Сисская епархия
Сисская епархия Киликийского патриархата Армянской Апостольской церкви (арм. Հայ Առաքելական եկեղեցու Կիլիկիայի պատրիարքության Սիսի թեմ) — упразднённая после Геноцида армян 1915 года епархия католикоса Армянской Апостольской церкви в составе Киликийского патриархата с центром в городе Сис.
В юрисдикцию Сисской епархии входила территория Козанского санджака Османской империи. По данным на 1911 год количество верующих Армянской Апостольской церкви — 9.000, общин — 10, верующих армян-протестантов — 500. 
Епархия имела 7 церквей.